# 小行星9197
小行星9197（9197 Endo）是一颗绕太阳运转的小行星，为主小行星带小行星。该小行星于1992年11月24日发现。

## 轨道参数
小行星9197的轨道半长轴为2.1634277 UA，离心率为0.111。